# Ramal de la Alfândega
El Ramal da Alfândega es una vía corta de tipo ferroviario, en ancho ibérico, que une, en el sureste de la ciudad de Oporto, en Portugal, la estación de Porto Campanhã al Terminal de Porto-Alfândega; se encuentra, actualmente, totalmente cerrado al tráfico.

## Características
Este ramal tiene una extensión de 3,896 km, siendo utilizado, únicamente, por servicios de mercancías.
Las obras arquitectónicas presentes en este ramal son dos puentes, uno sobre la Calle do Freixo y otra sobre la Calle da China, y tres túneles: Alfândega I (80 m), Alfândega II (23 m) y Alfândega III (1320 m).

## Historia

### Antecedentes
El primer tramo de la Línea del Miño, construido en ancho ibérico, fue inaugurado el 20 de mayo de 1875, uniendo las ciudades de Oporto y Braga.

### Construcción e inauguración
La Aduana de Porto era, en el siglo XIX, un lugar de gran movimiento comercial marítimo, por lo que era de gran interés su conexión a la red ferroviaria nacional.
Un decreto de ley, publicado el 23 de junio de 1880, estableció la construcción de un ramal ferroviario entre la estación de Pinheiro, en Campanhã, y la Aduana de Porto, y de la respectiva estación terminal.
El estudio del proyecto fue responsabilidad de Justino Teixeira, que se basó en un trabajo inicial de Mendes Guerrero. El proyecto fue aprobado el 9 de octubre de 1880 y los trabajos de construcción se iniciaron el 17 de julio de 1881, siendo inaugurado el ramal el 20 de noviembre de 1888.

### Prolongación del Ramal hasta Leixões
Un Decreto de Ley del 29 de agosto del 1889 estableció que la compañía que obtuviese la futura explotación del Puerto de Leixões debía construir una conexión ferroviaria entre este puerto y el Ramal de la Alfândega; no obstante, una representación de comerciantes e industriales de Oporto publicó una declaración en el diario O Primeiro de Janeiro el 28 de septiembre de 1904, pidiendo al gobierno la construcción de la conexión por Leixões a través de Contumil en vez de la Alfândega. El argumento utilizado fue que esta solución sería más vantajosa para las regiones del Miño y Duero, y que el Ramal de la Alfândega no tenía capacidad para más tráfico.
El 15 de abril de 1903, el gobierno ordenó que la Dirección del Miño y Duero iniciase la elaboración de los estudios y obras necesarias para la prolongación del Ramal hasta Leixões, una vez que la Compañía de las Docas de Porto y de los Ferrocarriles Peninsulares se convirtió en propietaria de la explotación del Puerto de Leixões, y, así, encomendada de la construcción de este proyecto. El proyecto, elaborado por los ingenieros Eleutério da Fonseca y Alves de Sousa, incluía la construcción de una estación en Leixões, que serviese, igualmente, la Línea de Circunvalación de Porto, que unía el área portuaria a la estación de Contumil, en la Línea del Miño. El 1 de julio de ese año, fue publicado un decreto de las Cortes Generales, que preveía que la conexión entre Alfândega y Leixões debía ser construida por la Asociación Comercial de Porto, en caso de que la Compañía de las Docas de Porto y de los Ferrocarriles Peninsulares no realizasen este proyecto en los plazos estipulados.
La prolongación del Ramal hasta Leixões volvió a ser discutido con la construcción del Puerto de Leixões, en 1892, siendo defendido por la Asociación Comercial de Porto.

### Declive y Cierre

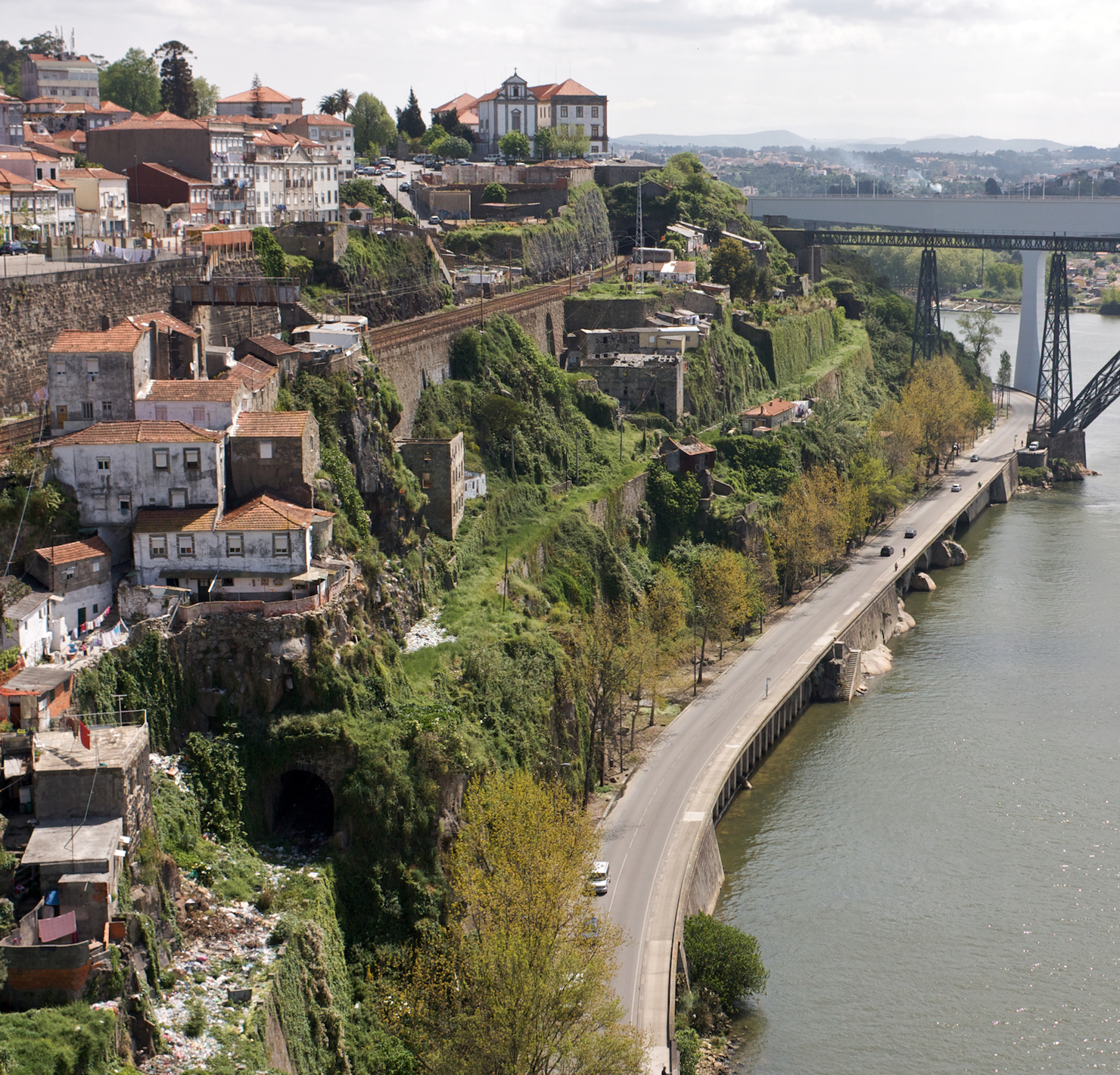
La zona de Fontainhas, en 2010; el antiguo lecho de la vía del Ramal de la Alfândega puede ser identificado por la plataforma, cubierta de vegetación, que se encuentra entre la Avenida Gustave Eiffel, junto al Río Duero, y la vía doble modernizada, perteneciente al tramo de la Línea del Miño entre las Estaciones de Porto-São Bento y Campanhã.

La inauguración del Puerto de Leixões llevó a la pérdida de importancia, como terminal de embarque y desembarque de mercancías, de la Alfândega de Porto, comenzando la causa de la viabilidad del Ramal da Alfândega.
También así, la conexión entre la Alfândega y Leixões era uno de los proyectos incluidos en una ley de financiación para la construcción de nuevas líneas, publicada el 14 de julio de 1899; y, en 1902, provienen obras de duplicación de la vía en este ramal, como forma de reducir los problemas de tráfico en la estación de Campanhã. El informe de 1931-1932 de la Dirección general de Ferrocarriles incluyó, en su programa de mejoras a realizar en las líneas del estado, la renovación de vía entre Campanhã y Ermesinde y en el Ramal de la Alfândega.
La cada vez más reducida actividad del ramal, unida a la dificultad del trazado, así como a la poca importancia en el sistema ferroviario nacional, llevó a su cierre en junio de 1989.

## SigloXXI
El ramal está totalmente cerrado al tráfico, pero su trazado, a pesar de abandonado, está casi intacto.
Un grupo de entusiastas, asociados en el GARRA - Grupo de Acción para la Rehabilitación del Ramal de la Alfândega, defiende la rehabilitación del ramal, sugiriendo, entre otros, la prolongación del servicio de pasajeros de la Línea de Leixões hasta Porto-Alfândega, creándose una explotación comercial, por la CP Porto del itinerario Porto-Alfândega - Porto Campanhã - Contumil - São Gemil - Leixões.
Se encuentra, también, en estudio, la construcción del “Bicicarril de Fontaínhas” (con conexión al “Bicicarril de Marginal”) que transformaría parte del recorrido del ramal en bicicarril.